# Viva Zapata!
Viva Zapata! é um filme estadunidense de 1952, do gênero drama biográfico, dirigido por Elia Kazan, com roteiro de John Steinbeck baseado na biografia de Emiliano Zapata escrita por Edgecumb Pinchon.
Foi considerado pelo The New York Times como um dos 1000 melhores filmes do mundo.

## Elenco
- Marlon Brando .... Emiliano Zapata
- Jean Peters
- Anthony Quinn
- Margo
- Harold Gordon
- Lou Gilbert
- Alan Reed
- Mildred Dunnock
- Frank Silvera
- Abner Biberman
- Florenz Ames
- Richard Garrick
- Fay Roope

## Prêmios e indicações
Óscar - 1953
- Venceu
  - Melhor ator coadjuvante (Anthony Quinn)[4]

- Indicado
  - Melhor direção de arte[4]
  - Melhor trilha sonora - comédia ou drama[4]
  - Melhor ator (Marlon Brando)[4]
  - Melhor roteiro adaptado (John Steinbeck)[4]

Golden Globe Awards - 1953
- Indicado
  - Melhor atriz coadjuvante (Mildred Dunnock)[5]

Festival de Cannes - 1953
- Venceu
  - Prêmio de interpretação masculina (Marlon Brando)[6]

- Indicado
  - Palma de Ouro[6]